# Jules Carvallo
Jules Carvallo (Talence, Gironda, Francia, 1820-Tortosa, España, 1916) fue un destacado ingeniero francés. Muchos de sus trabajos se ubicaron en la cuenca del Ebro, en la construcción del primer gran sistema de riegos de la parte baja del Ebro. 
Cuando terminó la carrera con las calificaciones más altas en la Escuela Politécnica y École nationale des ponts et chaussées (ENPC) ("Escuela nacional de puentes y calzadas"), empezó sus trabajos como ingeniero al Ferrocarril del Sur francés. Bajo su dirección, se construyeron las líneas de la Tecnología de Rivesaltes y de Tet a Perpiñán, incluyendo el notable viaducto de Bouzanne.
Después, Carvallo se hizo director del complejo trabajo que suponía la canalización del río Ebro trabajando como ingeniero de la Real Compañía de Canalizaciones y Riegos del Ebro. Carvallo, trabajando para dicha compañía, estableció en el hemidelta derecho del Delta del Ebro, un sistema de riego que permitió cultivar grandes extensiones de tierras que hasta entonces eran improductivas.
De España, Carvallo marchó a Italia, donde dirigió los trabajos de los ferrocarriles romanos. 
Más tarde, volvió a España y fue confiado en la construcción de la línea de Pamplona a Zaragoza. Continuó los trabajos de riegos del Ebro y, finalmente, se convirtió en ingeniero principal de la Real Compañía.
Entre muchas de sus obras, podemos destacar la intervención ejecutada en la década de 1850 en el azud de Cherta (Bajo Ebro), cuando se le dio el aspecto que tiene en la actualidad. La obra consistió en adaptar la antigua presa a la captación del canal del margen derecho que estaba en construcción y se inauguró en 1857.